# 国防部反情报队
国防部反情报队，又称“保防队”，是中华民国国防部二厅在1947年10月至1949年2月成立的反谍报机构。

## 历史
1947年10月成立。共约150人，编成12个队。
- 国防部直属反情报队：队长刘鹤年/游宙儒。代理副队长张力化上校。[2]约25人。
- 淞沪警备总司令部反情报队。队长陈达聪。约12人。
- 武汉警备司令部反情报队。队长刘中权。约10人。
- 长沙绥靖公署反情报队。约8人。
- 广州绥靖公署反情报队。队长凌志全。约15人。
- 宜昌反情报队。约7人。
- 重庆反情报队。队长徐震球。约10人。
- 台湾反情报队。队长葛克。约15人。
- 西安反情报队
- 北平反情报队
- 青岛反情报队